# Gardenia
Las gardenias son unas plantas de la familia de las rubiáceas originarias de China. El nombre científico de la especie más común es Gardenia jasminoides. Hay 259 especies descritas y, de estas, solo 134 aceptadas.

## Descripción
Son árboles de hojas perennes de color verde claro, brillantes y lisas. Sus flores son blancas, similares a las rosas y se usan comúnmente como plantas ornamentales. Una flor, colocada en un vaso con agua, puede perfumar con un intenso aroma una habitación durante un par de días.
Uno de sus principales requerimientos de cultivo es que necesitan crecer en tierras secas compuestas de hierro y con abundante humedad. Pueden llegar a tener una altura promedio de 2 m (metros), dependiendo de la especie. Las temporadas más adecuadas para su cultivo son primavera y otoño.
A partir de la siembra de una flor se puede obtener una nueva planta. Cubriéndola por 90 días con un recipiente de vidrio y regándola con frecuencia por encima del frasco podemos lograr que eche raíces y así tener una nueva planta.

## Simbología
La gardenia, especialmente estimada en China, es el símbolo de la gracia femenina, la sutileza y el mérito artístico.

## Taxonomía

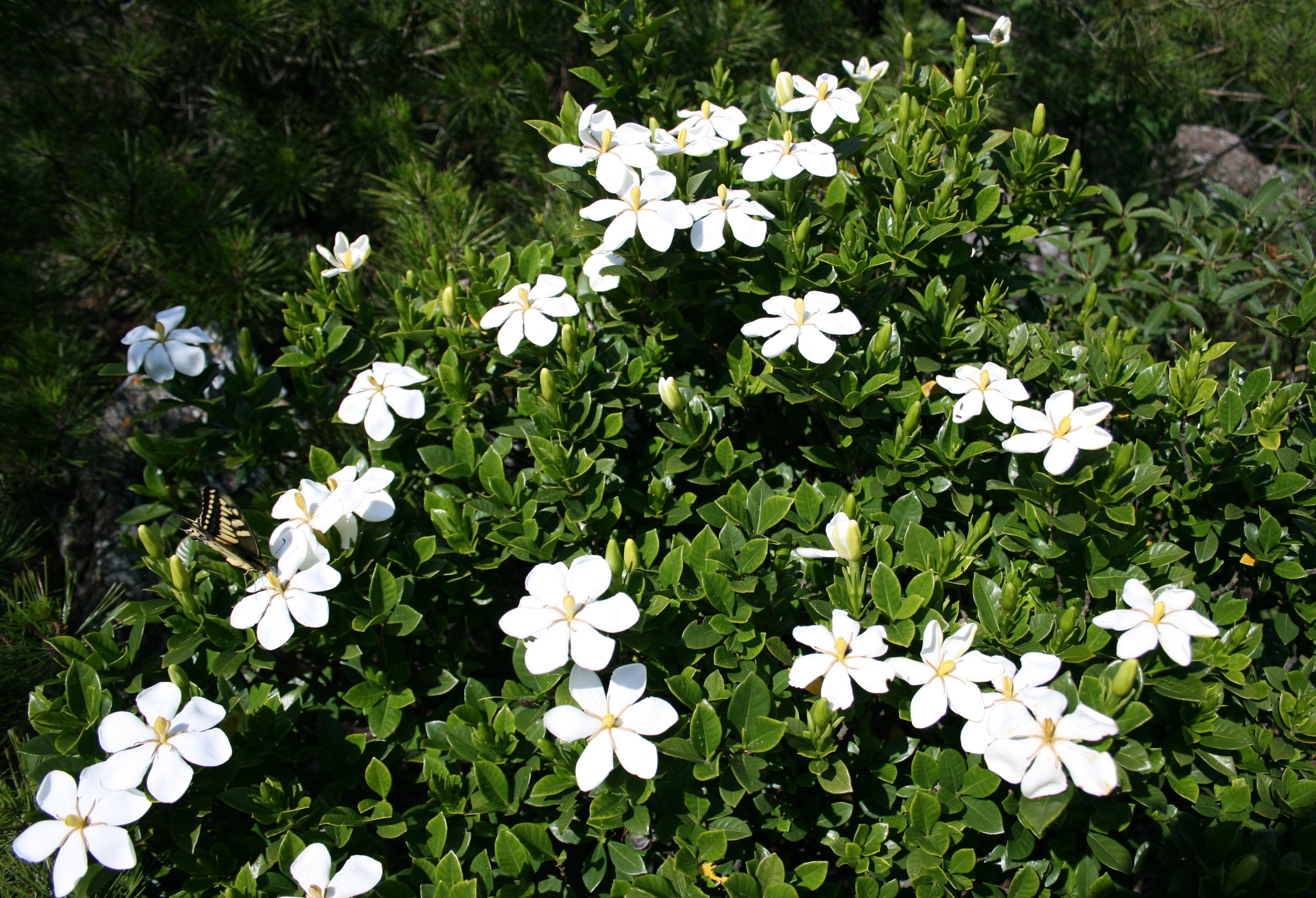
Gardenia sp. en el Monte Yagi

El género fue descrito por John Ellis y publicado en Philosophical Transactions of the Royal Society 51(2): 935, pl. 23. 1761. La especie tipo es Gardenia jasminoides.
Etimología
Gardenia: nombre genérico dado por Carlos Linneo en honor de Alexander Garden (1730-1791), un naturalista escocés.

## Especies aceptadas
A continuación se brinda un listado de las especies del género Gardenia aceptadas hasta mayo de 2015, ordenadas alfabéticamente. Para cada una se indica el nombre binomial seguido del autor, abreviado según las convenciones y usos.	
| - Gardenia actinocarpa Puttock - Gardenia anapetes A.C.Sm. - Gardenia angkorensis Pit. - Gardenia annamensis Pit. - Gardenia aqualla Stapf & Hutch. - Gardenia archboldiana Merr. & L.M.Perry - Gardenia artensis Montrouz. - Gardenia aubryi Vieill. - Gardenia barnesii Merr. - Gardenia beamanii Y.W.Low - Gardenia boninensis (Nakai) Tuyama ex T.Yamaz. - Gardenia brachythamnus (K.Schum.) Launert - Gardenia brighamii H.Mann - t - Gardenia buffalina (Lour.) Poir. in J.B.A.M.de Lamarck (= Genipa buffalina) - Gardenia cambodiana Pit. - Gardenia candida A.C.Sm. - Gardenia carinata Wall. ex Roxb. t - Gardenia carstensensis Wernham - Gardenia chanii Y.W.Low - Gardenia chevalieri Pit. - Gardenia clemensiae Merr. & L.M.Perry - Gardenia collinsae Craib - Gardenia colnettiana Guillaumin - Gardenia conferta Guillaumin - Gardenia cornuta Hemsl.t - Gardenia coronaria Buch.-Ham. - Gardenia costulata Ridl. - Gardenia crameri Tirveng. - Gardenia cuneata Kurz - Gardenia dacryoides A.Cunn. ex Puttock - Gardenia deplanchei Vieill. ex Guillaumin - Gardenia dolichantha Merr. - Gardenia elata Ridl. - Gardenia epiphytica Jongkind - Gardenia erubescens Stapf & Hutch. - Gardenia esculenta Stokes - Gardenia ewartii Puttock - Gardenia faucicola Puttock - Gardenia fiorii Chiov. - Gardenia flava (Lour.) Poir. in J.B.A.M.de Lamarck (= Genipa flava) - Gardenia forsteniana Miq. - Gardenia fosbergii Tirveng. - Gardenia fucata R.Br. ex Benth. - Gardenia fusca Geddes - Gardenia gardneri Puttock - Gardenia gjellerupii Valeton - Gardenia gordonii Baker - Gardenia grandis Korth. - Gardenia grievei Horne ex Baker - Gardenia griffithii Hook.f. - Gardenia gummifera L.f. t - Gardenia hageniana Gilli - Gardenia hainanensis Merr. - Gardenia hansemannii K.Schum. - Gardenia hillii Horne ex Baker - Gardenia hutchinsoniana Turrill Fiji - Gardenia imperialis K.Schum. tt - Gardenia invaginata Merr. & L.M.Perry - Gardenia ixorifolia R.Br. ex Hook.f. - Gardenia jabiluka Puttock - Gardenia jasminoides J.Ellis t - Gardenia kakaduensis Puttock - Gardenia kamialiensis Takeuchi - Gardenia lacciflua K.Krause - Gardenia lamingtonii F.M.Bailey - Gardenia lanutoo Reinecke - Gardenia latifolia Aiton India. Arbusto o árbol, 5-10 m de altura. - Gardenia leopoldiana De Wild. & T.Durand - Gardenia leschenaultii D.Dietr. | - Gardenia magnifica Geddes - Gardenia mannii H.St.John & Kuykendall (Hawái) - Gardenia maugaloae Lauterb. - Gardenia megasperma F.Muell. - Gardenia mollis Schltr. - Gardenia moszkowskii Valeton - Gardenia mutabilis Reinw. ex Blume - Gardenia ngoyensis Schltr. - Gardenia nitida Hook. - Gardenia obtusifolia Roxb. ex Hook.f. - Gardenia ornata K.M.Wong - Gardenia oudiepe Vieill. - Gardenia ovularis F.M.Bailey - Gardenia pallens Merr. & L.M.Perry - Gardenia panduriformis Pierre ex Pit. - Gardenia papuana F.M.Bailey - Gardenia philastrei Pierre ex Pit. - Gardenia posoquerioides S.Moore - Gardenia propinqua Lindl. - Gardenia pseudoternifolia Valeton - Gardenia psidioides Puttock - Gardenia pterocalyx Valeton - Gardenia pyriformis A.Cunn. ex Benth. t - Gardenia racemulosa Korth. - Gardenia reinwardtiana Blume - Gardenia remyi H.Mann (Hawái) - Gardenia resinifera Roth t - Gardenia resiniflua Hiern Sudáfrica. - Gardenia resinosa F.Muell. - Gardenia rupicola Puttock - Gardenia rutenbergiana (Baill. ex Vatke) J.-F.Leroy (= Genipa rutenbergiana) - Gardenia saxatilis Geddes - Gardenia scabrella Puttock t - Gardenia schlechteri Bonati & Petitm. - Gardenia schwarzii Puttock - Gardenia sericea Puttock - Gardenia similis (Craib) Craib - Gardenia siphonocalyx Valeton - Gardenia sokotensis Hutch. - Gardenia sootepensis Hutch. - Gardenia stenophylla Merr. - Gardenia stipulosa Zoll. & Moritzi - Gardenia storckii Oliv. - Gardenia subacaulis Stapf & Hutch. - Gardenia subcarinata (Corner) Y.W.Low - Gardenia succosa Baker - Gardenia taitensis DC. - Gardenia tannaensis Guillaumin - Gardenia ternifolia Schumach. & Thonn. - Gardenia tessellaris Puttock - Gardenia thailandica Tirveng. - Gardenia thunbergia Thunb. t - Gardenia tinneae Kotschy & Heuglin - Gardenia transvenulosa Verdc. - Gardenia trochainii Sillans - Gardenia tropidocarpa Wernham - Gardenia truncata Craib - Gardenia tubifera Wall. ex Roxb. t - Gardenia urvillei Montrouz. - Gardenia vernicosa Merr. & L.M.Perry - Gardenia vilhelmii Domin - Gardenia vitiensis Seem. t - Gardenia vogelii Hook.f. - Gardenia volkensii K.Schum. - Gardenia vulcanica K.M.Wong |